# Juan Mariano Goyeneche y Gamio, III conde de Guaqui, con el hábito de la Orden de Santiago
Juan Mariano Goyeneche y Gamio, III conde de Guaqui, con el hábito de la Orden de Santiago es el título del retrato de Juan Mariano Goyeneche y Gamio realizado en óleo sobre lienzo por el pintor peruano Daniel Hernández Morillo en 1910. Sus dimensiones son: altura: 152,2 cm; ancho: 107 cm. La pintura actualmente se expone en el Museo del Prado en Madrid, España.

## Descripción
Juan Mariano Goyeneche y Gamio, III conde de Guaqui, con el hábito de la Orden de Santiago es un retrato del político diplomático peruano Juan Mariano de Goyeneche y Gamio (1834-1924), III conde de Guaqui. El título del retrato fue acuñado por el pintor peruano Daniel Hernández Morillo, quien retrató al diplomático peruano vestido con el hábito de la Orden Militar de Santiago, a la que perteneció como caballero profeso, alcanzando en la misma el grado de Dignidad XIII. 
"El uniforme ostenta las grandes cruces y bandas de Carlos III y de San Gregorio (Estados Pontificios), así como la placa y encomienda de la Orden de la Rosa de Brasil". (Texto extractado de: Pintura del Siglo XIX en el Museo del Prado: Catálogo General, Madrid: Museo Nacional del Prado, 2015, p. 289). 